# NGC 6640
NGC 6640 is een spiraalvormig sterrenstelsel in het sterrenbeeld Lier. Het hemelobject werd op 21 augustus 1884 ontdekt door de Franse astronoom Édouard Jean-Marie Stephan.

## Synoniemen
- UGC 11247
- MCG 6-40-18
- ZWG 200.21
- IRAS 18263+3416
- PGC 61913